# Rito de paso

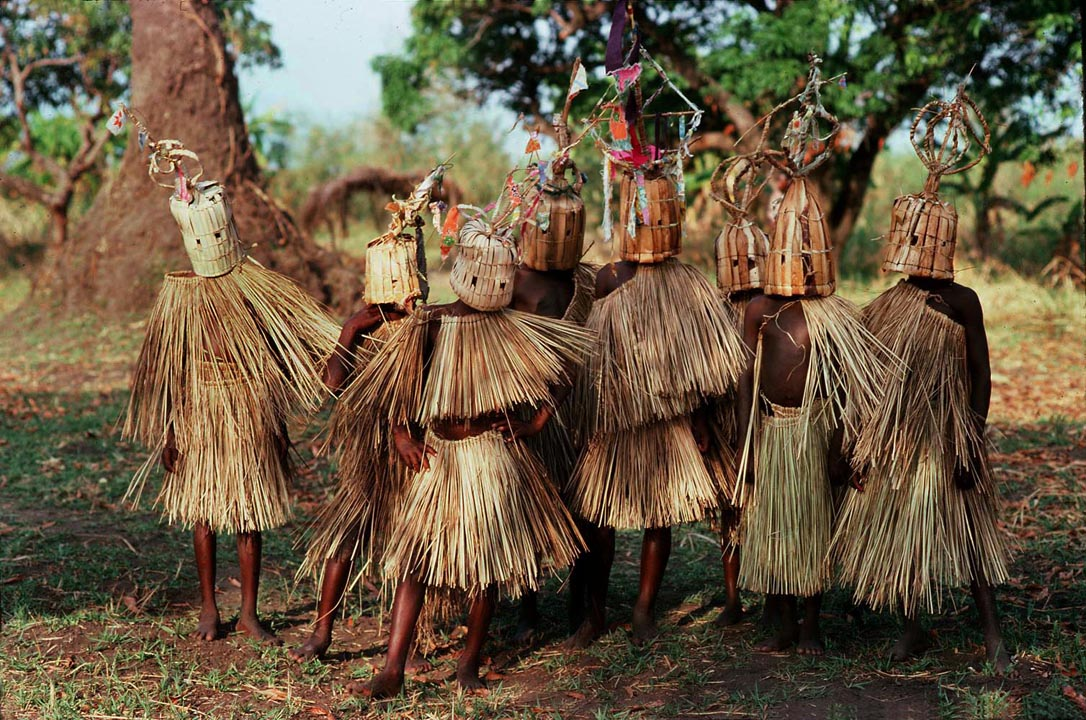
Jóvenes de Malaui, en un rito de iniciación.

El término rito de paso, rito iniciático o rito de iniciación alude a un concepto que designa un conjunto específico de actividades que simbolizan y marcan la transición de un estado a otro en la vida de una persona. 
Van Gennep señala que en su desarrollo social un individuo debe llevar a cabo numerosas transiciones entre la juventud y la edad adulta, entre la soltería y el matrimonio, entre no pertenecer y pertenecer a un grupo en particular, entre viajar y retornar. En las sociedades no industrializadas, tales transiciones son un constituyente esencial de la vida social, pues representan un peligro potencial, y no se llevan a cabo de forma individual, sino que se celebran de forma ritual y comunitaria. Uno de los ritos de paso más característicos es la iniciación.

## Iniciación

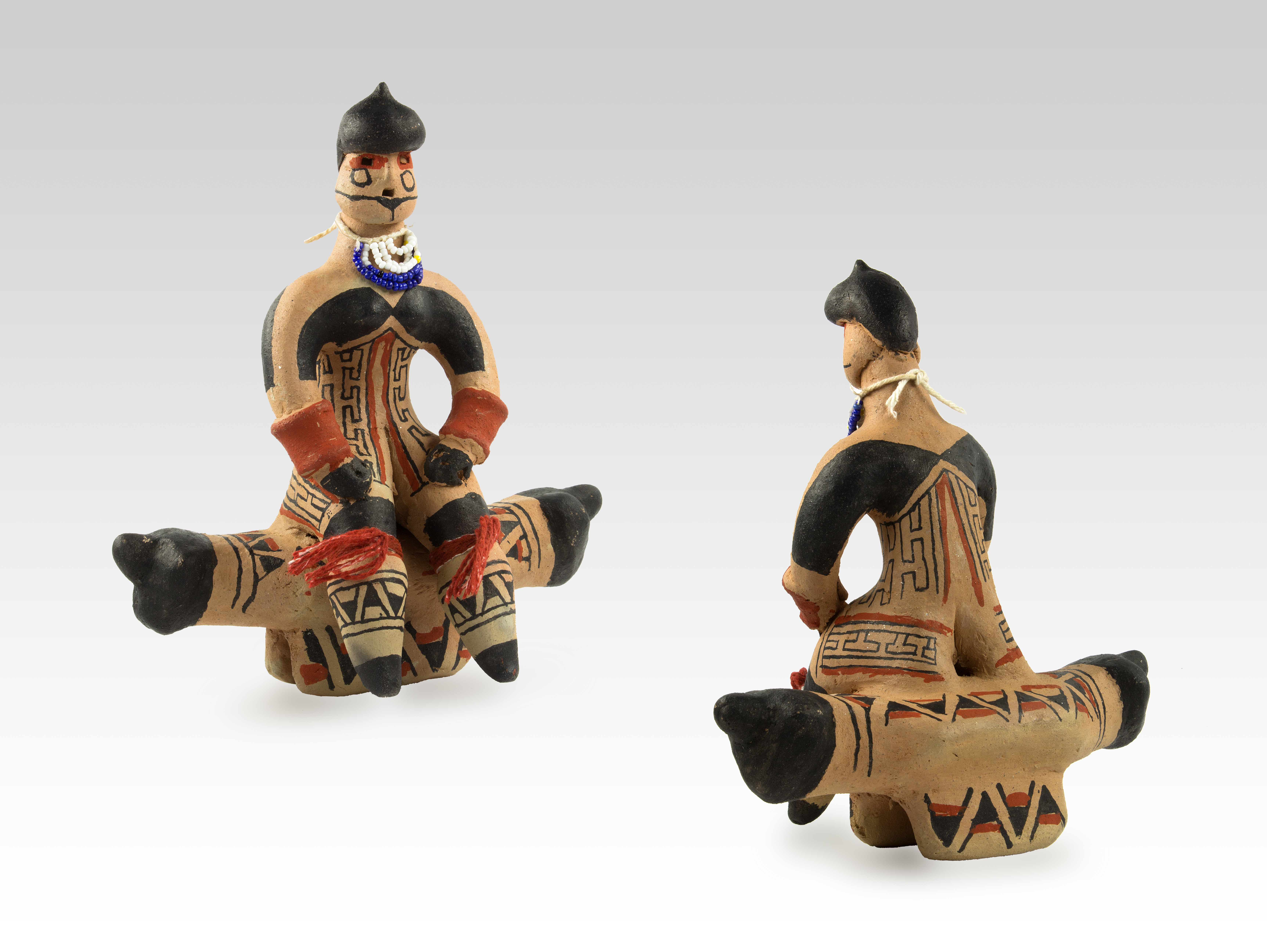
Estatuilla karajá que representa la iniciación de un joven.

En muchas sociedades, el paso de la condición infantil a la adulta se vehicula mediante un rito de paso, la iniciación. Por ejemplo, en cierta sociedad el niño es raptado y devorado metafóricamente por un monstruo: muere, así, en cuanto niño, y ha de afrontar una serie de desafíos que ponen a prueba su idoneidad, en especial su valor. En el curso de la iniciación adquiere un conocimiento especializado, esotérico. Tras superar la prueba, se reintegra a la comunidad como adulto, con un nombre nuevo y algún tipo de marca (cicatriz, mutilación ritual, etc.) que permite que los demás iniciados lo reconozcan como un igual. El iniciado tiene derecho a fundar una familia y participar en las instituciones. Quienes no superan la iniciación se convierten, en cambio, en marginados.
En las sociedades modernas, el ritual iniciático pervive como parte del protocolo de las sectas, sociedades secretas y otro tipo de organizaciones como la masonería. Como señaló el estudioso Vladímir Propp, quedan también huellas en el esquema de muchos cuentos maravillosos tradicionales: el héroe de los mismos se corresponde con el iniciando, y su lucha contra un monstruo o villano con poderes sobrenaturales es una metáfora de la prueba iniciática. Superada ésta, el héroe obtiene un tesoro (el conocimiento iniciático), el reconocimiento social a sus hazañas (el estatus de iniciado) y a menudo, la mano de la princesa (el derecho a fundar una familia). 
Pueden reconocerse trazas del proceso iniciático en otros muchos fenómenos: por ejemplo, el servicio militar se ha concebido en muchos momentos como rito de paso de la condición infantil a la adulta. El quinto (iniciando) es raptado de su comunidad, se le transfiere a un nuevo espacio donde se le instruye y pone a prueba y regresa a su familia convertido en una persona distinta. 
Lecturas parecidas pueden hacerse de las novatadas, así como de los exámenes y pruebas similares (la realización de una tesis doctoral, por ejemplo). En el caso de estas últimas, el título adquirido equivale simbólicamente a la vieja marca que singulariza a los iniciados y les permite hacer valer sus derechos.
Para Joseph Campbell, los Ritos de Paso tales como el nacimiento, el bautismo (ser nombrado), la pubertad, el matrimonio y/o los enterramientos, ocupan un lugar prominente en las sociedades; pues el individuo se ve sometido a ejercicios formales y usualmente muy severos de separación a través de los cuales su mente es separada completamente de las actitudes, apegos y comportamientos pertenecientes a la fase que deja atrás.